# Primeros auxilios

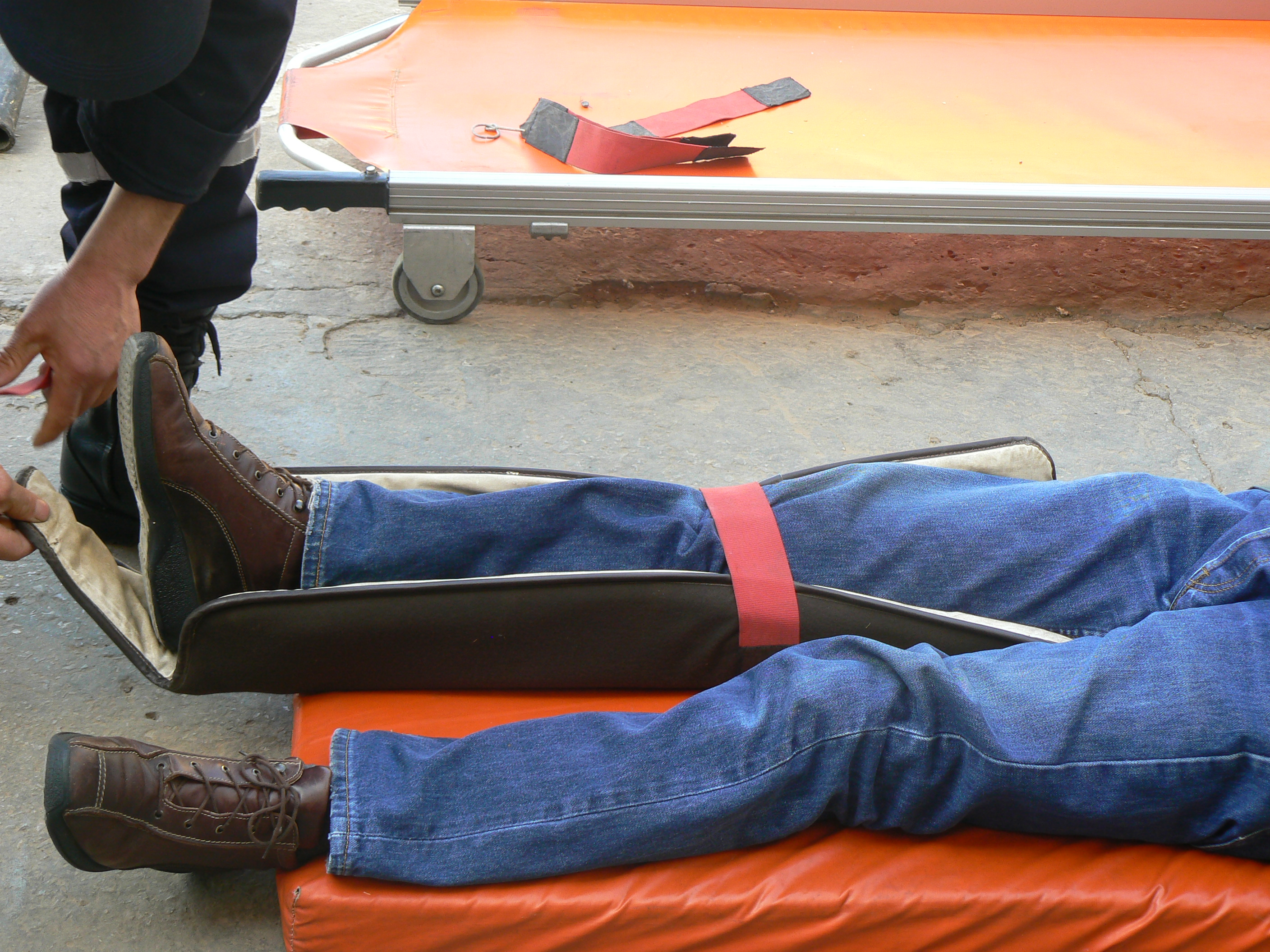
Primeros auxilios

Los primeros auxilios consisten en la atención inmediata que se le da a una persona enferma, lesionada o accidentada en el lugar de los acontecimientos, antes de llamar a los servicios médicos de emergencia o ser trasladado a un centro asistencial u hospitalario.
Son medidas terapéuticas urgentes que se aplican a las víctimas para aliviar su dolor y su ansiedad, y evitar el agravamiento de su estado.

## Situaciones que requieren primeros auxilios y sus primeros auxilios correspondientes
Lista de algunas situaciones que requieren primeros auxilios concretos, e información sobre ellos:

### Ahogamiento
Un ahogamiento es una asfixia en líquido.
Sus primeros auxilios son muy similares a los de parada cardiorrespiratoria, pero empezando por 2 ventilaciones iniciales (pinzar su nariz con los dedos, abrir su boca, cubrirla con la boca del rescatador e insuflarle aire así), para movilizar el agua que haya entrado a los pulmones. A continuación, se alternan continuamente series de 2 ventilaciones (del mismo tipo) con series de 30 compresiones torácicas.

### Ataques cerebrovasculares (ictus, embolia cerebral, derrame cerebral)
Un ataque cerebrovascular es la falta repentina de aporte sanguíneo al cerebro.

### Atragantamiento
Un atragantamiento es una obstrucción en la vía aérea. Sus primeros auxilios consisten en hacer maniobras anti-atragantamiento que expulsen al objeto atascado. 

### Calor (golpe de calor, insolación)
Un golpe de calor y una insolación consisten en un sobrecalentamiento del cuerpo, normalmente por estar expuesto al sol y a altas temperaturas en el entorno.

### Congelamientos
Una lesión por congelación es una lesión producida en una parte del cuerpo por frío extremo, que debe ser atendida antes de que se agrave y se quede irrecuperable.
No es lo mismo que la hipotermia (grave descenso de la temperatura de todo el cuerpo).

### Diabetes, hiperglucemia
Una hiperglucemia diabética (o hiperglicemia diabética) es una cantidad excesiva de azúcar en sangre por diabetes.
El tratamiento de la hiperglucemia no es el mismo que el de la hipoglucemia diabética (caída excesiva del nivel de azúcar en sangre).

### Diabetes, hipoglucemia
Una hipoglucemia diabética (o hipoglicemia diabética) es una caída excesiva del nivel de azúcar en sangre en diabéticos.
Casi siempre ocurre por un problema con algún medicamento para reducir el nivel de azúcar, de tal manera que, en alguna circunstancia (por ejemplo: tras hacer un ejercicio físico intenso de manera inusual), ese medicamento acaba produciendo un efecto excesivo, que puede ser peligroso. Algunos de sus posibles síntomas son: cansancio anómalo, debilidad y mareos.
El tratamiento de la hipoglucemia diabética no es el mismo que el de la hiperglucemia (exceso del nivel de azúcar en sangre).

### Heridas con hemorragia (sangrados)
Una hemorragia es la salida incontrolada de sangre de cualquier vena o arteria. Los principales riesgos de una hemorragia son el desangramiento y la infección.

### Infarto cardíaco
Un infarto cardíaco es la falta repentina de aporte sanguíneo al corazón, normalmente por algún problema en una de sus arterias. El paciente notaría dolor y/o presión en el pecho, e incluso dificultad para respirar.
No debe ser confundido con la parada cardíaca (detención de los latidos del corazón), aunque la parada cardíaca puede ser por infarto.

### Ingestión de corrosivos (como beber ácido o lejía)
La ingestión de sustancias corrosivas consiste en que el paciente bebe algo corrosivo (como ácido o lejía) por accidente, lo cual le produce la quemadura interna correspondiente.

### Parada cardíaca (detención total del corazón)
Falta de pulso por la detención de los latidos del corazón (paro cardíaco). Iría acompañada de una falta de respiración (paro respiratorio), pues una cosa lleva pronto a la otra, produciendo un paro cardiorrespiratorio. Un paciente así estaría inconsciente o aproximadamente inconsciente.
No es exactamente lo mismo que un infarto cardíaco (caracterizado por dolor y/o presión en el pecho, e incluso dificultad para respirar).

### Quemaduras
Una quemadura es un tipo de lesión producida por calor, o por una corrosión de efecto similar, que proviene de alguna de estas causas:
- Objetos y líquidos calientes.
- Corrosión química (por ejemplo, por un ácido).
- Fuego.
- Eléctrica.
- Luz del sol.
- Radiológica (por radiaciones).

## Orden de los primeros auxilios y mnemotecnia
Existen diversos protocolos de primeros auxilios que indican el orden de los pasos que podrían ser seguidos en el momento de practicarlos. Es frecuente que esos pasos contengan mnemotecnias que permitan recordarlos fácilmente.
Un ejemplo genérico de protocolo de primeros auxilios, con su mnemotecnia correspondiente, puede ser el siguiente - SEAP:
- Seguridad (S): Garantizar la protección suficiente a las víctimas y los socorristas frente a peligros en la zona, desplazándose a otro lugar más seguro si es necesario. En este momento sería realizado un primer análisis que indique si puede haber lesiones de médula espinal (en la columna vertebral, sea en el cuello o la espalda), pues a un paciente con lesión medular sólo hay moverlo lo necesario, y, en caso de tener que moverlo o rotarlo, sería con mucho cuidado y sosteniendo su cabeza en la misma posición. Mover a ese tipo de paciente a otro lugar requería realizar alguna de las maniobras de desplazamiento que sea apropiada.
- Evaluar (E): Evaluar el estado de la víctima y qué requiere. Taponar las pérdidas de sangre que sean críticas y comprobar si tiene pulso y respiración.
- Alertar (A): Pedir ayuda. Solicitar servicios médicos llamando al número de teléfono de emergencias (112 en España y 911 en países como Estados Unidos, Venezuela y México; hay una lista internacional de esos números aquí). Alguien iría a obtener un desfibrilador si la víctima no tiene pulso.
- Primeros auxilios (P): Poner en práctica las medidas de auxilio imprescindibles para mantener con vida a la víctima. Si es necesario, realizar la reanimación cardiopulmonar.

## Algunas técnicas habituales en primeros auxilios
Algunas técnicas son consideradas básicas en primeros auxilios, pues valen para más de una situación, y por ello son enseñadas repetidamente en sus cursos de formación.

### El desplazamiento con la víctima hasta un lugar seguro
Consiste en que el rescatador se mueva con la víctima hasta una zona sin peligros (como el fuego, los eléctricos u otros) donde poder practicarle los primeros auxilios requeridos.
- En caso de posible lesión grave de la columna vertebral:  Si parece posible que el paciente tenga alguna lesión grave de médula espinal (en la columna vertebral, sea en la parte de la espalda o en el cuello) que haya dejado a su movilidad gravemente dañada, hay que evitar moverlo excepto si eso es necesario, e incluso, cuando es necesario, hay que moverlo o rotarlo sólo lo requerido y sosteniéndolo con mucho cuidado (leer acerca de esto en los dibujos de abajo). Estas precauciones evitan riesgos de aumentar los daños para la movilidad en el futuro.[8]

El paciente quedaría al final tumbado y boca arriba, sobre una superficie suficientemente firme (por ejemplo, sobre el suelo), lo cual permite realizarle compresiones propias de la reanimación cardiopulmonar, si es necesario.
| |
| —Una víctima con lesión grave en su columna vertebral (sea en la espalda o cuello), que indique riesgo para su futura movilidad, puede ser trasladada con cuidado por varios rescatadores coordinados. La cabeza y la espalda de la víctima serían mantenidas alineadas en la misma posición que tenían cuando fue encontrada. |

| |
| —Cuando hay una víctima con lesión grave en su columna vertebral (en espalda o cuello) y un solo rescatador sin utensilios, éste puede llevar a la víctima con cuidado mediante la maniobra de Rautek (la de esta imagen), intentando mantener a su cabeza y su espalda alineadas en la misma posición en la que estaban. La cabeza de la víctima puede ir apoyada en el rescatador para intentar amortiguar los movimientos. Un segundo rescatador puede sostener las piernas. |

| |
| —Una víctima sin lesión grave en su columna vertebral (en espalda o cuello) es arrastrable, y más fácilmente si va sobre una manta, alfombra u otro tipo de tejido situado bajo la mayor parte de su cuerpo. —Llevar en una base a una víctima con lesión grave en su columna requeriría situarla, manteniendo con cuidado la misma posición de su cabeza y su espalda, sobre una base elevada o muy gruesa (como una camilla o un colchón), para mayor estabilidad. |

### La comprobación del estado de la víctima
Consiste en evaluar el estado de la víctima, atendiendo primero a los posibles problemas que amenacen su vida.
Conviene notar aquí si la víctima tiene alguna herida que sangra abundantemente, pues eso requiere su propio tratamiento para detener la pérdida de sangre (normalmente, mantener la herida presionada).
La manera habitual de comprobar el estado de un paciente es tocarlo en alguno de sus hombros y gritar algo, como: "¿qué le pasa?" o "¿puede oírme?". Si el paciente no reacciona, habrá que proceder a comprobar su pulso (latidos) y respiración. Pero no gastar demasiado tiempo en ello (a los socorristas profesionales les recomiendan tardar 10 segundos).
Algunas maneras de comprobar su estado son éstas:
- Los latidos pueden ser comprobados en el pulso carotídeo: situando dos dedos en cualquiera de los dos lados de su cuello (izquierdo o derecho, preferiblemente en un surco del cuello que puede formarse en paralelo a su vía respiratoria), cerca de su cabeza, entre su cabeza y la franja horizontal de la nuez (ver dibujo abajo).
- En los casos en que el pulso carotídeo es inaccesible, los latidos pueden ser comprobados en el pulso radial de las muñecas: situando dos dedos en una muñeca, debajo de la parte del dedo pulgar, y aplicando una presión moderada (ver dibujo abajo).
- Adicionalmente, la respiración también puede ser comprobada, situando una oreja sobre su boca y mirando a la vez si su pecho se levanta por el aire respirado (ver dibujo abajo).

| |
| Comprobación de los latidos del pulso carotídeo, situando dos dedos en un lado del cuello o en el otro. Éste suele ser el método más rápido de comprobar el estado de la víctima. |

| |
| Comprobación de los latidos del pulso radial, presionando moderadamente en una muñeca, debajo de la parte del dedo pulgar. |

| |
| Comprobación de la respiración de la víctima, escuchando a esa respiración en su boca y observando a su pecho hincharse. |

### El manejo de las vías respiratorias del paciente
Consiste en mantener las vías respiratorias del paciente en alguna posición compatible con la respiración y los primeros auxilios. Los principales manejos son:

—Tracción mandibular: Es una maniobra con el doble propósito de abrir la boca del paciente para preparar la respiración boca-a-boca de las maniobras de reanimación cardiopulmonar (RCP), y, con esa misma posición, mantener las vías respiratorias protegidas del riesgo de que queden ocluidas accidentalmente por la lengua del paciente. Además, es la maniobra recomendada para ello en caso de que el paciente presente una posible lesión grave en la columna vertebral (sea en la parte de la espalda o en el cuello).
El rescatador, situándose de cara al paciente tumbado, o al revés (acercándose a él por la parte de su cabeza), proyectaría la mandíbula del paciente hacia arriba y entonces abriría su boca (ver imagen más abajo).
- Si hay posible lesión grave de la columna vertebral del paciente (sea en la parte de la espalda o en el cuello), abrir la mandíbula del paciente cuidadosamente y sin mover su cuello.

—Vaciado de la boca del paciente: Dentro de la boca del paciente podría haber alguna cosa suelta y peligrosa (como una dentadura postiza que se haya soltado, o bloques de sangre coagulada), y en ese caso es requerido extraerla (ver imagen más abajo); para facilitar esa tarea, puede ser conveniente rotar al paciente hacia un lado durante un momento, pero:
- Cuando hay posible lesión grave de la columna vertebral del paciente (sea en la espalda o en el cuello), es necesario mantener a su cuello y su espalda en la misma posición, y por ello conviene dejar al paciente boca arriba y vaciar su boca sin movérselos.

—Frente-mentón: Maniobra adicional que puede dejar a la cabeza del paciente reclinada hacia atrás con el propósito de mantener sus vías respiratorias protegidas del riesgo de que queden ocluidas accidentalmente por su propia lengua (ver imagen más abajo). Sin embargo, es mejor no reclinarla en los siguientes casos:
- Cuando puede haber lesión grave en la columna vertebral del paciente (sea en la espalda o en el cuello). No reclinarla evita riesgos de aumentar los daños para la movilidad en el futuro.
- Cuando el paciente es un bebé (un niño de menos de un año aproximadamente). Dejarla recta mirando hacia delante (eso permite que las vías respiratorias de un bebé queden abiertas).
- Cuando el rescatador no logra reclinar la cabeza del paciente. Esto puede ocurrir por varios motivos, incluyendo la forma y la posición de su cabeza y la superficie en la que esté apoyada. En cualquier caso, si fuese necesario, y si el paciente no tiene una lesión grave en la espalda ni en el cuello, su cabeza podría ser agarrada y colocada reclinada hacia atrás más directamente, sin recurrir a esta maniobra (pero sin causar daño alguno en la cabeza ni el cuello; por lo cual, para mayor control y seguridad, el rescatador puede sostener el cuello por debajo con una mano).

| |
| Apertura de boca por tracción mandibular. Prepara la respiración boca-a-boca. Situándose de cara al paciente tumbado, o al revés que él, levantar su mandíbula desde sus dos lados que quedan más abajo (los cercanos a las orejas), en vertical hacia arriba, y abrir su boca con los pulgares (puede costar), aunque, en pacientes con posible lesión grave en cuello o espalda, realizar esto con cuidado y sin mover su cuello. Si el rescatador cree que no logrará esto, puede intentar hacer sólo compresiones (ver debajo). |

| |
| Vaciado de la boca del paciente. Es aplicable si puede haber allí algún elemento peligroso suelto (como una dentadura postiza que se haya soltado, o bloques de sangre coagulada). Para facilitar esta tarea, rotar al paciente hacia un lado durante un momento, pero, si el paciente puede tener una lesión grave en el cuello o la espalda, no moverlo, sino sólo vaciar su boca, si es posible, y en la misma posición en la que ya esté situado. |

| |
| Reclinación de cabeza por maniobra frente-mentón. Favorece que la vía respiratoria de un paciente tumbado no se cierre sola por accidente. No reclinar su cabeza cuando: —Pueda tener una lesión grave en el cuello o la espalda (en ese caso, dejar a los profesionales cualquier reclinación del paciente, si es posible). —Es un bebé (en ese caso, dejar su cabeza recta mirando hacia delante). —Esta maniobra no esté funcionando. |

### La reanimación cardiopulmonar (RCP)
La reanimación cardiopulmonar (RCP) es el sistema de primeros auxilios usado en las víctimas de paro cardíaco (parada total de los latidos del corazón). Incluye a las técnicas anteriores y a otras más.

## Botiquín de primeros auxilios
Todo hogar, escuela, lugar público, centro de trabajo y automóvil debe contar con un botiquín que contenga lo necesario para salvar una vida y evitar complicaciones provocadas por un accidente. Igualmente, el botiquín puede ser complementado con un desfibrilador con el que reanimar a las víctimas de paro cardíaco.
Un botiquín debe contener material de curación y medicamentos que no tengan riesgo para las personas, sin embargo siempre debe preguntarse antes de administrarlos sobre una posible alergia o reacción negativa ante cualquier medicina o sustancia.
Es importante que el botiquín no esté al alcance de los niños, se conserve en un lugar fresco y seco y que se revise periódicamente la fecha de caducidad de los medicamentos para sustituirlos en caso necesario.
El botiquín debe incluir:
- Directorio de personal sanitario cercano, Cruz Roja, ambulancias y servicios de salud, bomberos y centro de información toxicológica, etc.
- Solución antiséptica
- Paños antisépticos
- Tratamiento para quemaduras
- Parche ocular con adhesivo
- Solución para lavado ocular
- Esparadrapo o tiritas (curitas)
- Tela adhesiva o Micropore
- Puntos de papel (de tira o de mariposa), sean normales o resistentes a la humedad (waterproof)
- Gasas esterilizadas
- Vendas limpias de al menos tres tamaños
- Tijeras limpias, no oxidadas
- Termómetro
- Agua oxigenada
- Jabón neutro
- Lámpara de pilas
- Mínimo dos pares de guantes de látex o guantes estériles
- Isodine o Betadine (espuma y solución)
- Bolsas de plástico
- Mascarilla para insuflación
- Férulas

## Formación sanitaria
En España, la formación sanitaria de las personas que intervienen en catástrofes como incendios, inundaciones, y cualquier otro fenómeno adverso, requieren la formación profesional, en concreto la FP de Emergencias Sanitarias, que dota a las personas que la realizan con un título de Técnico en Emergencias Sanitarias; también existen cursos universitarios de Emergencias Sanitarias que imparten diversas universidades públicas y privadas.